# Samantha Dietmar
Samantha Dietmar (* 1978 in München) ist eine deutsche Fotografin.

## Beruflicher Werdegang
Samantha Dietmar wurde in München geboren. Sie studierte ab September 2002 Kommunikationsdesign mit Schwerpunkt Fotografie an der Fachhochschule Würzburg-Schweinfurt. 2004 absolvierte sie ein Design-Praktikum bei Intégral Ruedi Baur & Associés in Paris. Unter Dieter Leistner entwickelte sich Dietmars Schwerpunkt in der analogen Schwarz-Weiß-Fotografie. Der Philosophieprofessor Gerhard Schweppenhäuser begleitete Dietmar viele Jahre lang als Mentor. 2005/2006 arbeitete sie für etwa ein Jahr für die Fotoagentur Magnum Photos in Paris und New York, was ihr den klassischen Fotojournalismus näherbrachte.
Im Frühjahr 2006 hielt sich die damalige Studentin Samantha Dietmar im Rahmen eines Fotoprojekts für fünf Monate in Mexiko auf. Geplant war, für ein Semesterprojekt nach Art des klassischen Fotojournalismus das Land und seine Bevölkerung kennenzulernen. Im Lauf der Zeit kristallisierte sich aber heraus, dass aus dem Fotoprojekt Dietmars Diplomarbeit werden sollte. Sie begleitete während des Wahlkampfs La Otra Campaña (Die andere Kampagne) der Zapatistas. Anfang Mai war sie in Atenco, um sich an einem angekündigten Friedensmarsch zu beteiligen, sie war eine der Berichterstatterinnen alternativer Medien. Am Morgen des 4. Mai wurde sie von der Polizei verhaftet. Während der Festnahme und der Haft wurde sie misshandelt. Sie bekam Pfefferspray in die Augen und ihr wurden Haare ausgerissen, des Weiteren berichtet sie von sexuellen Übergriffen. Hinzu kommt, dass sie ihre fotografische Ausrüstung nicht zurückbekam. Verhaftungsgrund war die Annahme, sie habe sich an politischen Aktivitäten beteiligt. Dietmar wurde nach Deutschland gebracht, ihr und ihren ausländischen Begleitpersonen wurde die Einreise für fünf Jahre verboten. Der Plan, die Aufnahmen aus Mexiko im bis dahin geplanten Rahmen für die Diplomarbeit zu verwenden, ließ sich nicht mehr umsetzen. Dietmar änderte ihre Pläne und entwickelte ihre Diplomarbeit später weiter zur Veröffentlichung Über Vieles. Und Nichts. Aus den über 250 vorhandenen Fotografien präsentierte Dietmar 2010 in der Villa Stuck in ihrer ersten Einzelausstellung über 60 Bilder.
Im Februar 2008 schloss sie das Studium mit Diplom ab.
Seit 2008 ist die Künstlerin hauptberuflich als Fotografin und Bildjournalistin tätig. Neben regelmäßigen Reportagen verfolgt sie Langzeitprojekte.
2008 erhielt sie den BFF-Förderpreis für ihre Diplomarbeit Über Vieles.
Dietmar lebt und arbeitet in Berlin.

## Künstlerische Ansätze
Dietmars analoge Fotos zeigen einen starken persönlichen Bezug und sind teils künstlerisch, teils journalistisch. Der Alltag gerät ins Zentrum, indem auf den ersten Blick Unscheinbares zum Hauptmotiv wird. Aber auch Konflikte und gesellschaftliche Missstände stehen im Fokus. Die Künstlerin sieht sich im Sinne der Straight Photography als sozial engagierte Fotografin, die sich zu einer Wiedergabe der Wirklichkeit ohne Verfälschung und Manipulation bekennt.
Dietmar benutzt eine alte Nikon-Kamera.
Während ein Teil ihrer Werke dokumentarischen Charakter hat, geht es in anderen Bildern um „den metaphorischen, poetischen Moment der Fotografie, des Motivs an sich“. Dietmar vertritt die Meinung, der künstlerisch-subjektive Ansatz habe Vorrang vor dem analytisch-subjektiven. Spezifisch fotografische Aspekte rückten hier in den Vordergrund. Es entstehe eine Nähe zur von Otto Steinert begründeten Subjektiven Fotografie. Fotografie werde hier künstlerisch verwendet, meist in körnigem Schwarz-Weiß.
Auf Dietmars Bildern finden sich zuweilen Schriftzüge, Graffiti, Piktogramme und Zeichen der Konsumwelt. Auch Elemente öffentlicher Ordnung wie Anzeigetafeln und Gebotsschilder sind zu sehen. Die Künstlerin äußerte, durch deren Isolierung aus dem Kontext öffne sich eine neue Bedeutungsebene, die sie als künstlerische Inspiration nutze. Durch die Widersprüche zwischen Text und Bild entstehe häufig Ironie. So fotografierte sie 2007 kurz vor dem G8-Gipfel in Heiligendamm. Sie fing die unterschiedlichen Welten ein und brachte sie zu einer ironischen Berechnung: Das Polizeiaufgebot zum Schutz des Gipfels kontrastierte mit der Sorglosigkeit von Rentnern, die ihre Zeit genießen wollten und sich nicht aus der Ruhe bringen ließen.
Ein Teil von Dietmars Arbeiten, vor allem aus Paris und New York, kann im Kontext der Street Photography gesehen werden. Die abgebildeten Menschen sollen anonym bleiben und stellvertretenden Charakter haben. Nach Dietmars eigenen Angaben sind ihre Bilder „nie inszeniert oder gestellt“.
Dietmar fotografiert im In- und Ausland, so etwa in Berlin, Paris oder New York. Die Fotografien aus Argentinien und Namibia stellen vor allem das Thema Natur ins Zentrum, etwa ein Zelt und den Sternenhimmel. Bei einigen davon positioniert sich die Künstlerin bewusst im Gegensatz zu gängigen Sehgewohnheiten: So zeigt sie etwa auf dem Foto „Etosha National Park“ von 2004 nur das Hinterteil eines Zebras und gesteht diesem außerdem im Vergleich zur umgebenden Landschaft nur sehr wenig Raum zu.
Als Kernpunkt ihrer Arbeit bezeichnet Dietmar ihr „fotografisches Reflektieren“.

## Vorbilder
Als Inspirationsquellen bezeichnete die Künstlerin unter anderem James Nachtwey, Dorothea Lange, August Sander, Paul Strand, Sebastião Salgado, Lee Friedlander, Ansel Adams, Anton Corbijn, Andy Goldsworthy, Wolfgang Laib und Sophie Calle. 2010 interessierte sich Dietmar vor allem für die japanischen Fotografen Daidō Moriyama und Hiroshi Sugimoto. Beide arbeiten in Schwarz-Weiß. Während Moriyama Randgruppen der Gesellschaft darstellt, arbeitet Sugimoto „gerne über Jahre sehr technisch in abstrakten Serien“.

## Ausstellungen (Auswahl)
- 2004: Kunstausstellung espace 14, Paris
- 2004: academia meets photokina, Köln
- 2005: Fotoausstellung ARCHITEKTUR, Messe Frankfurt / Main
- 2006: academia meets photokina, Köln
- 2009: ÜBER VIELES. UND NICHTS. Haus der Wirtschaft Baden-Württemberg, Stuttgart
- 2010: ÜBER VIELES. UND NICHTS. Villa Stuck, München

## Veröffentlichungen
- mit Verena Hein: Ricochet Teil: 2., Über Vieles. Und Nichts. Distanz Verlag, Berlin 2010, ISBN 978-3-86678-402-4.
- Mexico. Kehrer Verlag, Heidelberg/Berlin 2018, ISBN 978-3-86828-849-0.